# Western (pel·lícula)
Western és una pel·lícula francesa dirigida per Manuel Poirier, estrenada el 27 d'agost de 1997. Ha estat doblada al català.

## Argument
Un home agafa un autoestopista que no triga a robar-li el seu cotxe. És conduït a comissaria per una dona de la qual molt ràpidament s'enamora. Aquesta li demana quedar tres setmanes sense veure's per provar el seu amor. A l'interval, erra per les carreteres de Bretanya en companyia del seu lladre que ha retrobat.

## Repartiment
- Sergi López: Paco Cazale
- Sacha Bourdo: Nino
- Élisabeth Vitali: Marinette
- Casa Matheron: Nathalie
- Serge Riaboukine: xofer
- Catherine Riaux: L'amiga de Guenaelle
- Jean-Jacques Vanier: Dr. Yvon Le Marrec
- Marilyne Canto: Marilyne

## Rebuda
Premis i nominacions
- César a la millor música original per Bernardo Sandoval. 6 Nominacions
- Premi del Jurat al Festival de Canes 1997

Crítica
- "Un road movie ple de frescor i humor"[3]
- "Una delícia de cinema itinerant, un original i genuí Road Movie"[4]